# Елизаров, Юсуф Ифраимович
Юсуф (Юсуфхай) Ифраимович Елизаров (1920, Самарканд — 1974, Ташкент) — художник-портретист и педагог. Родился и работал в Узбекистане. Еврей по происхождению. Один из признанных при жизни живописцев республики. Заслуженный деятель искусств Узбекской ССР (13.11.1964).

## Биография
Родился в 1920 году в Самарканде.
Учился в Самаркандском художественном училище у Павла Петровича Бенькова (1935—1941), в Московском художественном институте им. Сурикова в мастерских у Сергея Васильевича Герасимова и Игоря Эммануиловича Грабаря (1942—1949).
Участник выставок с 1949 года. Персональные выставки прошли в 1969, 1975 и в 2012 годах в Ташкенте и в 1982 году в Самарканде. Заслуженный деятель искусств Узбекской ССР (1964). Советский живописец, приверженец соцреализма, картины которого отличаются особой, природной, присущей ему колоритностью, импрессионизмом его преподавателей и, более поздние, экспрессионизмом, соответствующему душе правдолюба. Преимущественно портретист. «Внёс большой и ценный вклад в искусство Советского Узбекистана» (Шостко, 1982).
С 1949 по 1954 год преподавал в Ташкентском Художественном училище, в Ташкентском Театрально-Художественном Институте (1955—1957 гг.) и Педагогическом институте (1955—1974) на должности заведующего кафедрой рисунка и живописи. Доцент.
Работы Елизарова Ю. И. находятся в Третьяковской галерее, Музеях Искусств Узбекистана, Каракалпакии, Таджикистана, Астраханской картинной галерее, Музей литературы им. Алишера Навои, в частных собраниях. Большая коллекция картин находится на родине художника, в городе, который он любил и посвятил ему множество работ — в городе Самарканде в Музее истории и культуры искусства народов Узбекистана.

## Память
Одна из улиц г. Самарканда названа в честь Елизарова Ю. И. Также на стене дома, где родился и вырос художник, установлена мемориальная доска.